# 주호영 (마술사)
주호영(1996년 1월 30일 ~ )은 대한민국의 마술사이다. 2011년 전국 마술대회에서 1위를 차지하여 최우수상을 수상했고 2020년에는 International Magicians Society(IMS) 국제마술협회 박사학위를 취득하였다

## 경력
- IMS(International Magicians Society) 국제 마술사 협회 정회원
- IMS(International Magicians Society) 국제 마술사 협회 마술박사학위
- 문화체육관광부<예술인>등록 마술사

## 수상 내역
- 2011년 제 2회 전국 마술 대회 1위 - 최우수상

## 생애
주호영은 2005년 처음으로 마술을 접하고 마술 신동으로 다양한 TV 프로그램에 출연하며 이름을 떨쳤으며, 2011년 열린 제2회 전국 마술대회에서 최연소로 최우수상을 받으며 마술 신동에서 차세대 마술사로서 두각을 나타내기 시작했다.
또 미국 드림웍스사에서 제작한 뮤지컬 마다가스카 라이브에서 경찰 로빈 역을 맡으며 마술사 최초 대중 뮤지컬에 등장한 이력도 있다.
뮤지컬 마다가스카 라이브에선 마술과 뮤지컬의 색다른 조합을 만들어내며, 애니메이션을 실사화하며 부딪힐 수 있었던 영화효과의 한계를 마술로 극복해 많은 관계자와 관객들의 호평을 샀다.
이렇듯 마술사 주호영은 일반적인 마술의 틀에서 벗어나 새로운 마술 영역을 넓히는 데 힘쓰고 있다